# 12992 Crumpler
12992 Crumpler è un asteroide della fascia principale. Scoperto nel 1981, presenta un'orbita caratterizzata da un semiasse maggiore pari a 2,205422 UA e da un'eccentricità di 0,187897, inclinata di 5,76863° rispetto all'eclittica. Ha un diametro di 2,424 km.